# Saigon Commandos
Saigon Commandos es una película de acción estadounidense de 1988 dirigida por Clark Henderson y protagonizada por Richard Young, P. J. Soles y John Allen Nelson.

## Argumento
Una serie de asesinatos relacionados con las drogas persiguen a Saigón durante la guerra de Vietnam. El ex boina verde Mark Stryker y sus parlamentarios deben encontrar a los culpables de esos crímenes. Con la ayuda de Jean Lassiter, una reportera entrometida que cubre el tema del crimen, Stryker descubre la participación de políticos corruptos en el comercio de heroína y en los asesinatos. Sin embargo, antes de que pueda precisarlos, Stryker es incriminado y acusado por el asesinato de su comandante. Ahora él debe limpiar su nombre, liberar a Lassiter, que ha sido raptada por captores y evitar que sus hombres realicen su propia venganza antes de que sea demasiado tarde.

## Reparto
| Actor             | Personaje                      |
| ----------------- | ------------------------------ |
| Richard Young     | Sargento Mark Stryker          |
| P. J. Soles       | Jean Lassiter                  |
| John Allen Nelson | Timothy Bryant                 |
| Jimmy Bridges     | Soldado de primera Will Thomas |
| Spanky Manikan    | Jon Toi                        |
| Joonee Gamboa     | Nguyen Huu Tri                 |
| Willie Williams   | Gary Richards                  |

## Producción
La película fue filmada en Filipinas.

## Recepción
En el presente la producción cinematográfica ha sido valorada en portales cinematográficos. En IMDb, con 82 votos registrados por parte de los usuarios, la película obtiene una media ponderada de 4,8 sobre 10. En cuanto al periódico La Vanguardia, los usuarios que dieron su opinión allí le dieron al filme una aprobación del 50%.